# Mirinda
Mirinda, in Italia venduta fino al 2021 col nome Slam, è una bibita basata sull'aranciata prodotta dalla PepsiCo. Essa non è un'aranciata, ma una bevanda analcolica dolce all'aroma d'arancia.
La bevanda è molto celebre nel mondo, ma non di facile reperibilità in Europa. 
La bevanda è stata creata in Spagna, nel 1959, ma ben presto si è diffusa nei paesi appartenenti all'area latino-americana. Proprio in Spagna tuttavia dal 1992 non è più distribuita se non in alcune parti del paese, avendo preferito PepsiCo concentrarsi sulle bevande di un altro suo brand, KAS.
Il nome Slam era utilizzato soltanto nel mercato italiano; in quello originario è usato il nome Mirinda, una parola in lingua esperanto che significa «meravigliosa».  Dalla fine del 2021 anche in Italia il nome è stato aggiornato in Mirinda, a partire dai preparativi per Sodastream.